# بلک نوتلی
بلک نوتلی (به انگلیسی: Black Notley) یک روستا و محله مدنی در بریتانیا است که در برین‌تری واقع شده‌است. بلک نوتلی ۱٬۶۴۶ نفر جمعیت دارد.